# Pnyxia scabiei
Pnyxia scabiei là một ruồi trong họ Sciaridae, thuộc chi Pnyxia. Loài này được Hopkins miêu tả khoa học đầu tiên năm 1895.